# سرویس تحویل کی‌کی (رمان)
سرویس تحویل کی‌کی (به انگلیسی: Kiki's Delivery Service) یک رمان خیالی کودکان است که توسط ایکو کادونو نوشته و توسط Akiko Hayashi تصویرگری شده‌است. رمان اولین بار توسط Fukuinkan Shoten در ۲۵ ژانویه ۱۹۸۵ منتشر شد. از این رمان یک انیمه (سرویس تحویل کی‌کی) توسط استودیو جیبوری در سال ۱۹۸۹ ساخته شده و به همین نام یک لایو اکشن در سال ۲۰۱۴ نیز تولید شده‌است.
این کتاب جوایز زیادی را در ژاپن به دست آورد. با استقبال و تشویق، کادونو ۵ رمان دیگر در طی چند سال نوشت و یک مجموعه کتاب ایجاد کرد. آخرین مورد در ماه مه ۲۰۱۷ منتشر شد.